# Francesca Conti
Francesca Cristiana Conti (Genzano di Roma, 21 de maio de 1972) é uma jogadora de polo aquático italiana, campeã olímpica.

## Carreira
Francesca Conti fez parte do elenco campeão olímpico de Atenas 2004.